# Marko Perković
Marko Perković és un músic de Croàcia, vocalista del grup Thompson des de 1991. Nascut el 27 d'octubre de 1966 a Čavoglave, Dalmàcia, fou combatent durant la Guerra a Croàcia dels anys noranta, fent-se popular amb la seva cançó Bojovnik iz Čavoglave ("El soldat de Čavoglave"). Catòlic i defensor de l'Extrema dreta, és vist com un símbol de patriotisme per molts dels seus seguidors. Tanmateix és una figura controvertida, per les seves declaracions contra els partits d'esquerra, i perquè els seus concerts han estat llocs d'exhibició de simbologia ústaixa i nazi.